# Daugbjerg-Mønsted-Smollerup Pastorat
Daugbjerg-Mønsted-Smollerup Pastorat er et pastorat i Viborg Domprovsti i Viborg Stift. Tidligere var Daugbjerg-Mønsted-Smollerup også en sognekommune i Fjends Herred i Viborg Amt.

## Sogne
Indtil 2007 hørte pastoratet til Skive-Fjends Provsti.
Pastoratet består af de tre sogne Daugbjerg, Mønsted og Smollerup.
De tre kirker i pastoratet er fra Middelalderen. Smollerup Kirke har Nordens ældste fungerende kirkeklokke, der er fra cirka år 1100. Desuden ligger Daugbjerg og Mønsted kirker i pastoratet.
Præstegården ligger i Daugbjerg.

## Sognekommunen
Daugbjerg-Mønsted-Smollerup Sognekommune blev oprettet i 1842. I 1970 blev den tidligere kommune en del af Fjends Kommune, og i 2007 blev Fjends indlemmet i Viborg Kommune.

## Seværdigheder
Primærrute 16 (hovedvejen mellem Viborg og Holstebro) går gennem pastoratet. Det samme gør Sekundærrute 186, der sammen med Primærrute 13 forbinder Skive med Vejle.
Området er kendt for Daugbjerg Kalkgruber og Mønsted Kalkgruber.